# Granat RKG-3
RKG-3 – radziecki granat przeciwpancerny.
Służy do zwalczania celów opancerzonych o grubości do 125 mm. Granat wyposażony jest w ładunek kumulacyjny. Posiada zapalnik, który powoduje wybuch granatu z chwilą uderzenia w przeszkodę. Na torze lotu stabilizują go 4 lotki umieszczone w rękojeści. Wersja zmodernizowana tego granatu ma oznaczenie RKG-3M, którym można zwalczać cele posiadające pancerz o grubości do 165 mm.